# Astacoidea
Astacoidea Latreille, 1802 é uma superfamília de crustáceos decápodes
 caracterizada por um corpo comprimido dorsoventralmente, quelas grandes e propulsor caudal bem desenvolvido. O agrupamento taxonómico integra numerosas espécies de água doce, em geral conhecidas pelo nome comum de lagostim. O Catalogue of Life lista como integrantes da superfamília Astacoidea um conjunto de 393 espécies extantes, agrupadas em duas famílias.

## Famílias
As famílias reconhecidas na superfamília Astacoidea são:
- Astacidae Latreille, 1802 — que integra a espécie Austropotamobius pallipes, um lagostim dos rios europeus;
- Cambaridae Hobbs, 1942 — a que pertencem Orconectes limosus e Procambarus clarkii, lagostins norte-americanos.
- Erymidae Van Straelen, 1924 — família conhecida apenas do registo fóssil.

As espécies extantes agrupam-se segundo o Catalogue of Life no seguinte cladograma::
| Astacoidea | \| \| Astacidae \| \| \| \| \| \| Cambaridae \| \| \| \| |
|            | \| \| Astacidae \| \| \| \| \| \| Cambaridae \| \| \| \| |
|            | Astacidae                                                |
|            |                                                          |
|            | Cambaridae                                               |
|            |                                                          |

## Galeria

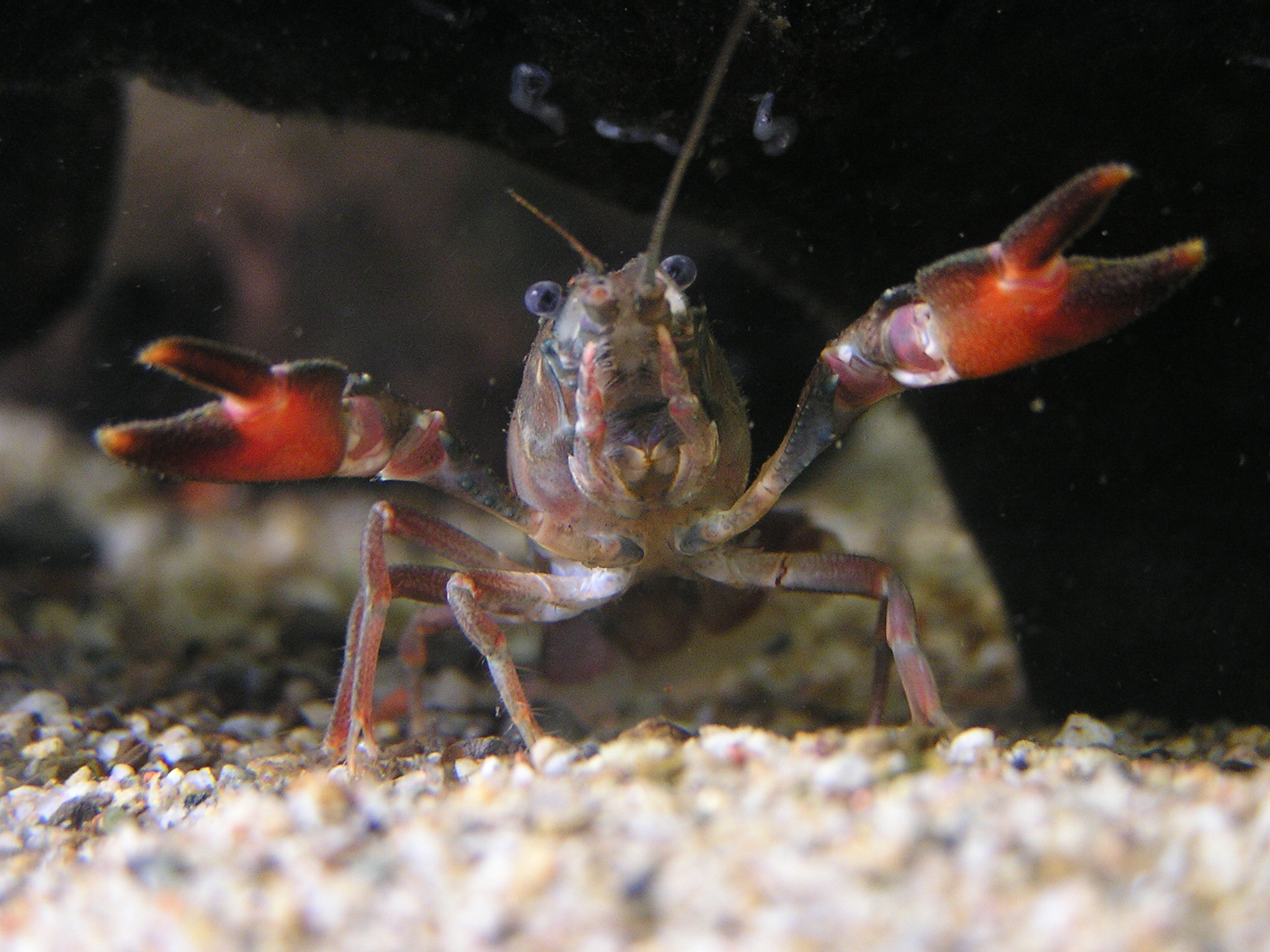
Pacifastacus leniusculus.
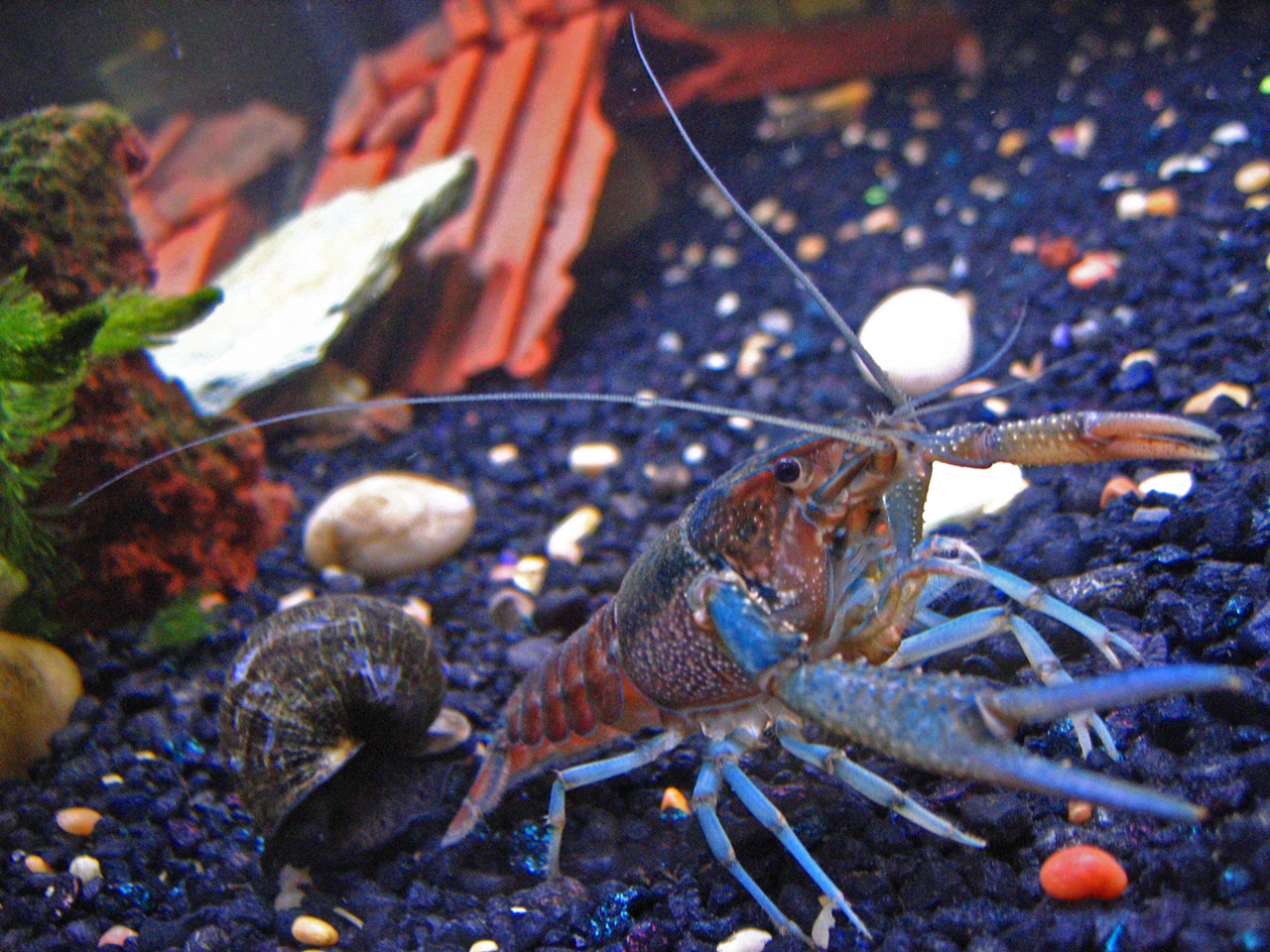
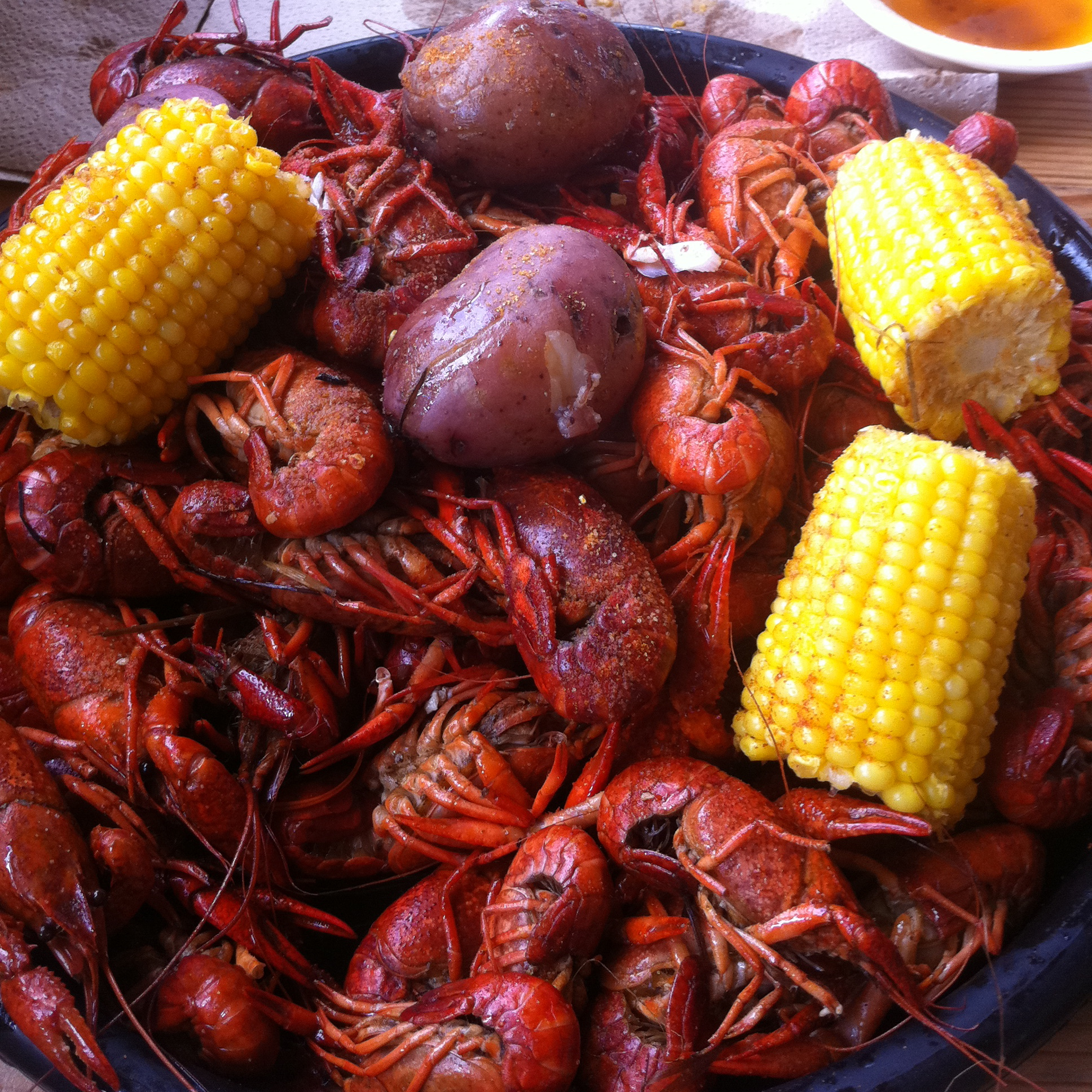
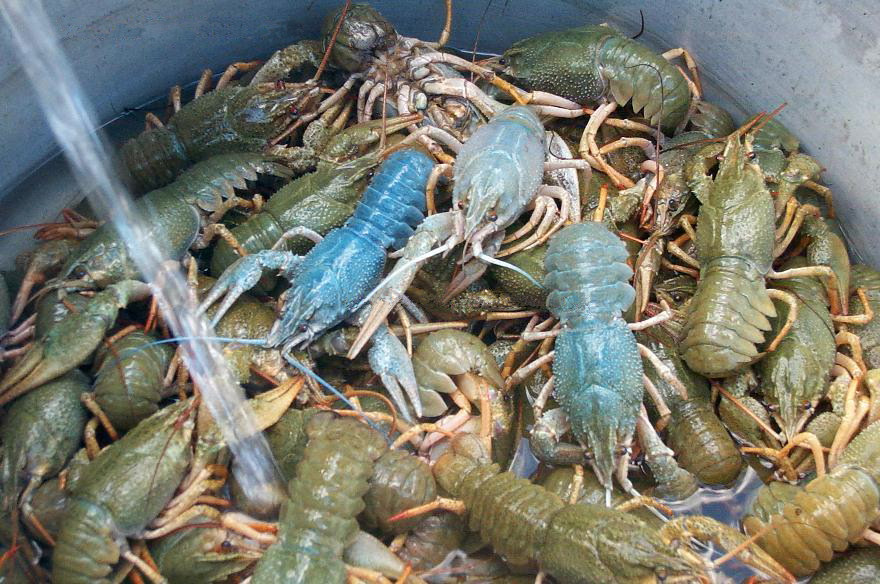
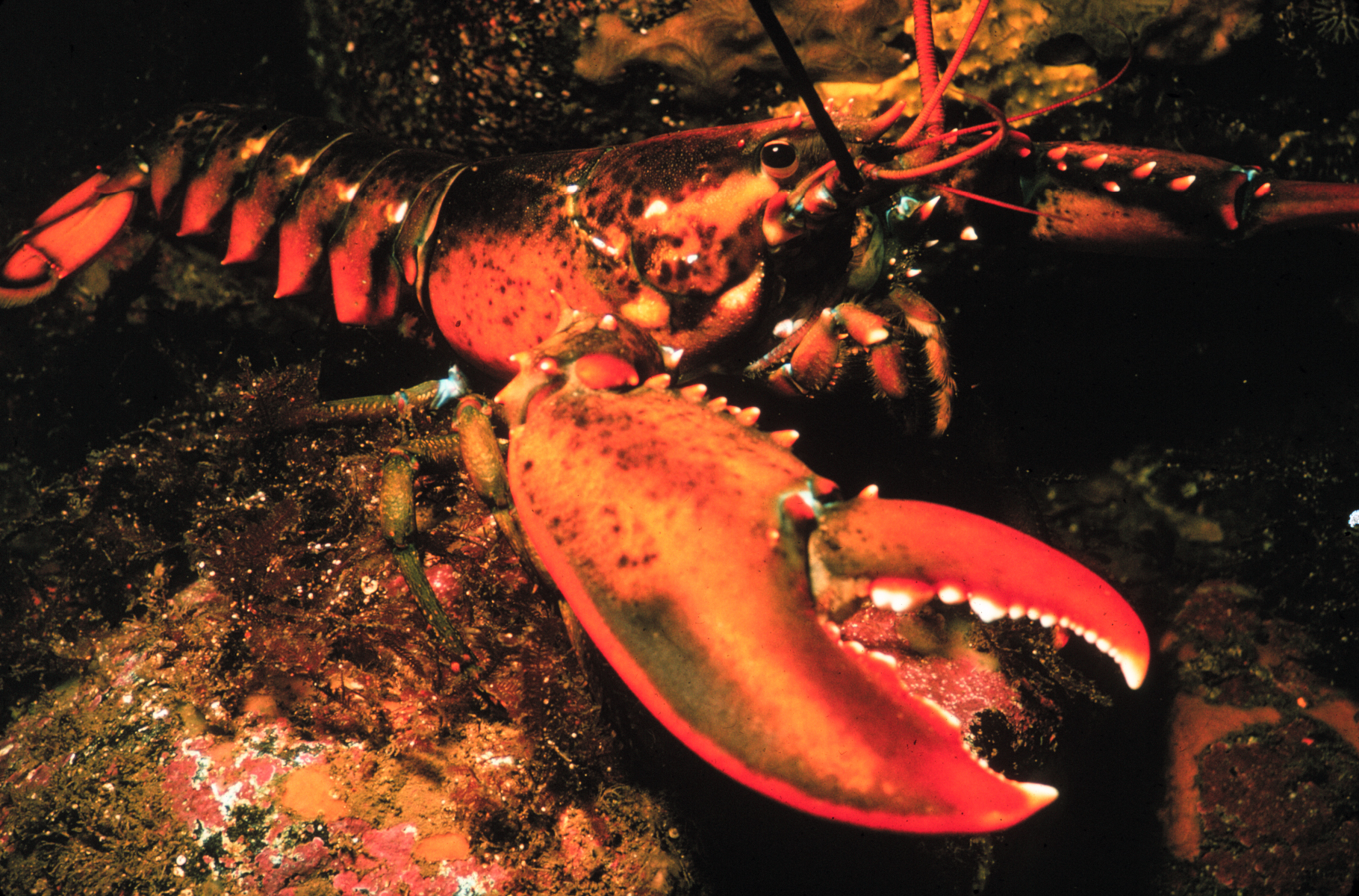
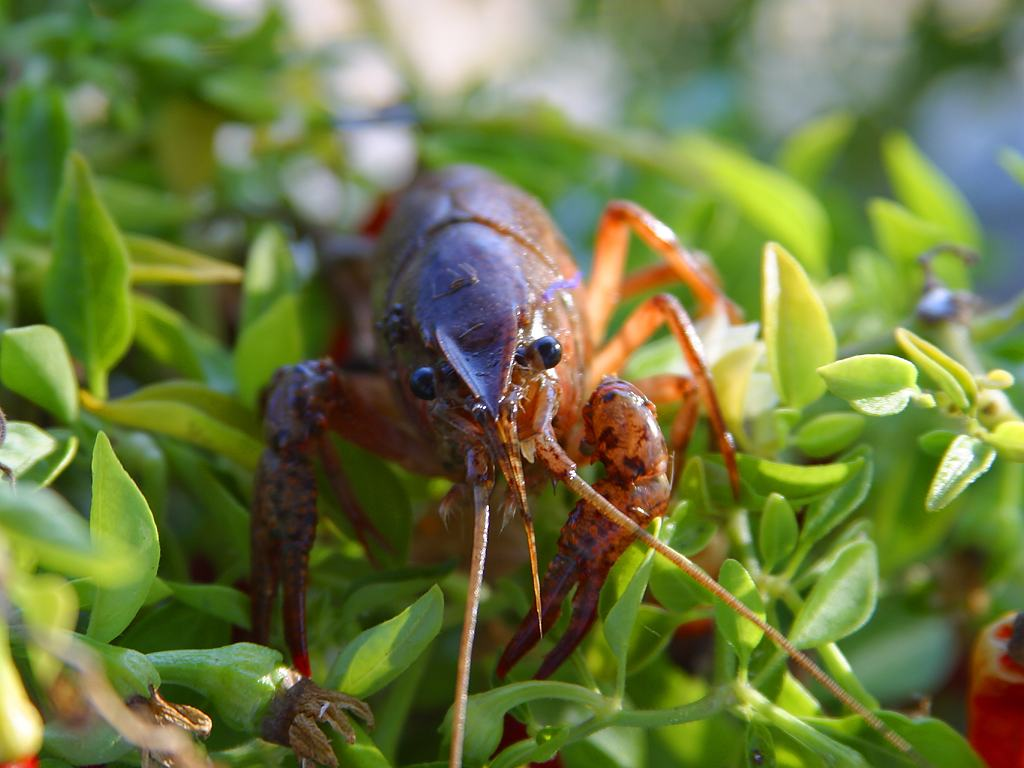
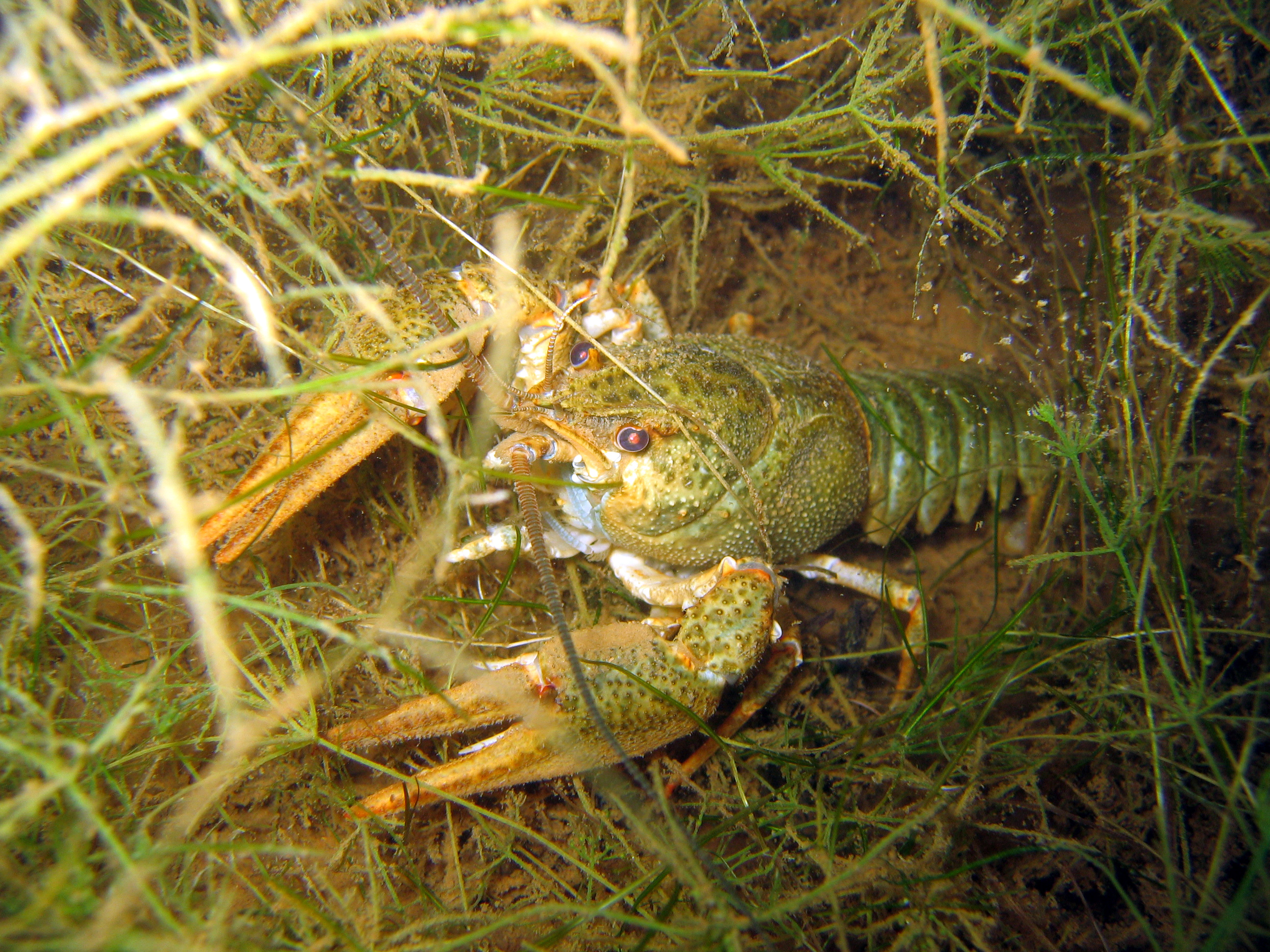